# Liste der denkmalgeschützten Objekte in Götzendorf an der Leitha
Die Liste der denkmalgeschützten Objekte in Götzendorf an der Leitha enthält die 6 denkmalgeschützten, unbeweglichen Objekte der Gemeinde Götzendorf an der Leitha.

## Denkmäler
| Foto |                 | Denkmal                                                         | Standort                                                          | Beschreibung | Metadaten |
| ---- | --------------- | --------------------------------------------------------------- | ----------------------------------------------------------------- | --- | --- |
| ja   | Datei hochladen | Kath. Filialkirche hl. Rosalia HERIS-ID: 14898 Objekt-ID: 11136 | Hauptstraße 13 Standort KG: Götzendorf                            | Pfarrkirche aus dem 15. Jahrhundert. | BDA-Hist.: Q37767118 Status: § 2a Stand der BDA-Liste: 2025-06-30 Name: Kath. Filialkirche hl. Rosalia GstNr.: 500 Filialkirche Götzendorf an der Leitha |
| ja   | Datei hochladen | Zwei Grabplatten HERIS-ID: 14900 Objekt-ID: 11138               | Hauptplatz 14 Standort KG: Götzendorf                             | Die beiden Steinplatten wurden 1977 bei Bauarbeiten in einem nahegelegenen Gasthaus entdeckt und 1981 an den heutigen Standort versetzt. Die Steine stammen aus der Mitte des 12. und 13. Jahrhunderts. | BDA-Hist.: Q37767127 Status: Bescheid Stand der BDA-Liste: 2025-06-30 Name: Zwei Grabplatten GstNr.: 520                                                 |
| ja   | Datei hochladen | Kapelle, Ölbergkapelle HERIS-ID: 14902 Objekt-ID: 11140         | westlich Trautmannsdorferstraße 1 Standort KG: Götzendorf         | Kapelle mit Pyramidenförmigen Dach auf der Weggabelung nach Trautmannsdorf an der Leitha. Im inneren befindet sich eine Pietà.                                                                          | BDA-Hist.: Q37767203 Status: § 2a Stand der BDA-Liste: 2025-06-30 Name: Kapelle, Ölbergkapelle GstNr.: 1347/1                                            |
| ja   | Datei hochladen | Kath. Pfarrkirche hl. Stephan HERIS-ID: 14897 Objekt-ID: 11135  | Pfarrweg 1 Standort KG: Pischelsdorf                              | Erbaut 1924 nach den Plänen von Gustav Orglmeister (1861–1953), geweiht zu Ehren des Heiligen Stephanus.                                                                                                | BDA-Hist.: Q37767107 Status: § 2a Stand der BDA-Liste: 2025-06-30 Name: Kath. Pfarrkirche hl. Stephan GstNr.: 317 Pfarrkirche Pischelsdorf an der Leitha |
| ja   | Datei hochladen | Figurenbildstock, Gnadenstuhl HERIS-ID: 14901 Objekt-ID: 11139  | nordwestlich Pfarrweg 1 Standort KG: Pischelsdorf                 | Der Figurenbildstock wurde 1742 erbaut und wurde in den Jahren 1932 und 1955 renoviert. | BDA-Hist.: Q37767157 Status: § 2a Stand der BDA-Liste: 2025-06-30 Name: Figurenbildstock, Gnadenstuhl GstNr.: 334/1                                      |
| ja   | Datei hochladen | Figurenbildstock hl. Florian HERIS-ID: 22876 Objekt-ID: 19222   | Hauptstraße 42, nördlich auf Grünfläche Standort KG: Pischelsdorf | Der Anfang des 18. Jahrhunderts errichtete Bildstock zeigt den Heiligen Florian. | BDA-Hist.: Q37873066 Status: § 2a Stand der BDA-Liste: 2025-06-30 Name: Figurenbildstock hl. Florian GstNr.: 150                                         |